# Chacrise
Chacrise é uma comuna francesa na região administrativa de Altos da França, no departamento de Aisne. Estende-se por uma área de 12,74 km². Em 2010 a comuna tinha 370 habitantes (densidade: 29 hab./km²).